# Coppa CONMEBOL 1999
La Coppa CONMEBOL 1999 è stata l'ottava e ultima edizione del torneo. Alla manifestazione parteciparono 14 squadre, e il vincitore fu il Talleres.

## Formula
Le squadre si affrontano in turni a eliminazione diretta.

## Partecipanti
| Nazione   | Squadra          |
| --------- | ---------------- |
| Argentina | Talleres (C)     |
| Argentina | Rosario Central  |
| Bolivia   | Ind. Petrolero   |
| Brasile   | CSA              |
| Brasile   | Paraná           |
| Brasile   | São Raimundo-AM  |
| Brasile   | Vila Nova        |
| Cile      | Dep. Concepción  |
| Colombia  | Atlético Huila   |
| Colombia  | Deportes Quindío |
| Ecuador   | Deportivo Cuenca |
| Paraguay  | Sp. San Lorenzo  |
| Perù      | Sport Boys       |
| Venezuela | Est. Mérida      |

## Incontri

### Ottavi di finale

#### Andata
| Arbitro: | Grance |

|                                    |           |                                |
| Torres 85’ (aut.) Pizzi 90’ (rig.) | Marcatori | 80’ Guajardo 89’ (rig.) Torres |

| Arbitro: | Arana |

|              |           |                            |
| Asprilla 64’ | Marcatori | 12’ Neto 92’ Marcelo Araxá |

| Arbitro: | Arenas |

|                                                          |           |                  |
| Blanco 15’ Villegas 21’ (rig.) Goyoaga 38’ Gutiérrez 64’ | Marcatori | 71’ (rig.) Marzo |

| Arbitro: | Díaz |

|                         |           |  |
| Morán 58’ Fernández 89’ | Marcatori |  |

| Arbitro: | Cervantes |

|                         |           |                       |
| Carlisi 24’ Vernaza 54’ | Marcatori | 18’ Becerra 92’ Vegas |

| Arbitro: | Viera |

|             |           |  |
| Juliano 85’ | Marcatori |  |

| Arbitro: | Mendonça |

|                          |           |  |
| Missinho 43’ Mazinho 88’ | Marcatori |  |

#### Ritorno
| Arbitro: | Roa |

|                                          |                      |                                           |
| Pinillos Vegas Becerra Ibarra Calcaterra | Tiri di rigore 4 – 3 | Carlisi Gutiérrez Carreras Alegre Arévalo |

| Arbitro: | Ziani |

|                                 |                      |                                           |
| Lara 47’ 49’                    | Marcatori            |                                           |
| Lara García Arango Del Castillo | Tiri di rigore 3 – 5 | Brignani Villafranz Cardarelli Morán Vera |

| Arbitro: | Martín |

|                                |                      |                                 |
| Fleitas 78’ (rig.) Avalos 85’  | Marcatori            | 63’ (rig.) Evandro              |
| Fleitas Paniagua Fretez Cabral | Tiri di rigore 1 – 3 | Flávio Evandro Emerson Patrício |

| Arbitro: | Torres |

|                           |           |                        |
| Bautista 58’ Guajardo 82’ | Marcatori | 83’ Moreno y Fabianesi |

| Arbitro: | Pozo |

|                                 |                      |                                            |
| Silva 13’ Marzo 37’ Oliva 83’   | Marcatori            |                                            |
| Lillo Gigena Pino Oliva Maidana | Tiri di rigore 5 – 4 | Villegas Fernández Suárez Ferreira Illanes |

| Arbitro: | Amarilla |

|                               |           |            |
| Marcelo Araxá 44’ Zedivan 85’ | Marcatori | 19’ Ararat |

| Arbitro: | Mourão |

|                                                      |                      |                                                   |
| Juninho 45’ Reinaldo Aleluia 48’                     | Marcatori            |                                                   |
| Reinaldo Aleluia Tim Luciano Luiz Cláudio Kal Baiano | Tiri di rigore 3 – 4 | Missinho Léo Márcio Pereira Fábio Magrão Williams |

### Quarti di finale

#### Andata
| Arbitro: | Ortubé |

|                |           |            |
| Calcaterra 37’ | Marcatori | 35’ Ademir |

| Mérida 3 novembre 1999, ore 20:00 (UTC-4:30) | Estudiantes de Mérida | 0 – 0 referto | CSA | Guillermo Soto Rosa\| Arbitro: \| Russi \| |
| Arbitro:                                     | Russi                 |               |     |                                            |

| Arbitro: | Feldman |

|           |           |  |
| Silva 33’ | Marcatori |  |

#### Ritorno
| Arbitro: | Paniagua |

|                                                      |           |  |
| Marcelo Araxá 47’ Alberto 75’ Niltinho 81’ Guará 87’ | Marcatori |  |

| Arbitro: | Bello |

|                                  |                      |                       |
| Deivison 73’                     | Marcatori            |                       |
| Patrício Flávio César André Dias | Tiri di rigore 1 – 3 | Lillo Díaz Pino Oliva |

| Arbitro: | Núñez |

|                                       |           |                     |
| Mimi 4’ (rig.) Márcio Pereira 27’ 78’ | Marcatori | 24’ (rig.) Martínez |

### Semifinali

#### Andata
| Arbitro: | de Oliveira |

|                 |           |  |
| Marcos Luiz 73’ | Marcatori |  |

| Arbitro: | Ortubé |

|                       |           |              |
| Maidana 51’ Oliva 65’ | Marcatori | 21’ González |

#### Ritorno
| Arbitro: | Travassos |

|                                                     |                      |                                   |
| Fábio Magrão 12’ Jivago 91’                         | Marcatori            | 20’ Marcelo Araxá                 |
| Fábio Magrão Márcio Pereira Souza Missinho Williams | Tiri di rigore 5 – 4 | Neto Frei Niltinho Luiz Cláudio ? |

| Arbitro: | Amarilla |

|             |           |               |
| Illesca 60’ | Marcatori | 48’ Astudillo |

### Finale

#### Andata
| Arbitro: | Zambrano |

| |            | |
| Missinho 3’ 38’ 47’ Fábio Magrão 15’ | Marcatori  | 18’ Aguilar 86’ Astudillo |
| · Veloso 1 P · Mazinho 17 D · Márcio Pereira 4 D · Jivago 3 D · 78’ Williams 8 D · 78’ Ramón 6 D · Roberto Alves 5 C · Léo 7 C · Fábio Magrão 18 C · 10’ 75’ Bruno Alves 10 C · 75’ Souza 2 C · Missinho 9 A · 75’ Mimi A · 75’ Bode 16 A | Formazioni | · P 1 Cuenca · D 20 Díaz 36’ · D 13 García · D 2 Maidana · D 18 Suárez 71’ · C 8 Pino 35’ 45’ · D 23 Roth 45’ 65’ · C 15 Cabrera · C 11 Aguilar 74’ · C 22 Del Soto 74’ · C 14 Silva · A 7 Astudillo · A 16 Marzo 42’ 62’ · A 9 Gigena 62’ |
| Otávio Oliveira | Allenatori | Gareca |

#### Ritorno
| Arbitro: | Grance |

| |            | |
| Silva 39’ Gigena 75’ Maidana 90’ | Marcatori  | |
| · Cuenca 1 P · 66’ Díaz 20 D · 66’ Pino 8 C · García 13 D · 78’ Maidana 2 D · 79’ Roth 23 D · Ávalos 5 C · Humoller 3 C · Aguilar 11 C · 92’ Silva 14 C · 92’ Cabrera 15 C · Astudillo 7 A · Gigena 9 A | Formazioni | · P 1 Veloso 56’ · D 17 Mazinho 37’ · D 4 Márcio Pereira · D 3 Jivago 69’ · D 6 Williams · C 5 Ramón 38’ · C 7 Léo · C 18 Fábio Magrão 3’ · C 10 Bruno Alves 58’ · A 13 Fabinho 58’ · A 9 Missinho · A 11 Mimi 20’ |
| Gareca | Allenatori | Otávio Oliveira |